# Histoire de la biologie
L'histoire de la biologie retrace les courants de pensée et les études sur le monde du vivant depuis la nuit des temps jusqu'à nos jours. Cependant, le terme biologie à titre de discipline distincte apparait au XIXe siècle.

## Vue générale
Pendant la Renaissance et pendant le siècle des découvertes, renaissait un intérêt dans l'empirisme aussi bien que le nombre grandissant d'organismes connus conduisaient à de signifiants développements dans la pensée biologique. Vesalius est à l'origine du développement de l'expérimentation et de l'observation en physiologie, et une série de naturalistes comme Linné et Buffon commencèrent à fonder un travail conceptuel d'analyse de la diversité du vivant et de l'archivage des fossiles, aussi bien que du développement et du comportement des plantes et des animaux.

## Étymologie

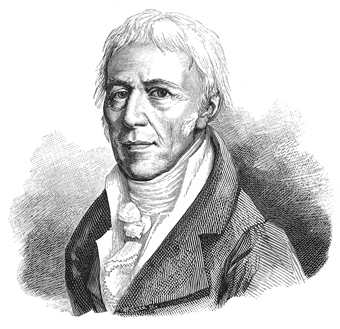
Portrait de Jean-Baptiste Lamarck, 1893

Le terme biologie est formé par la combinaison du grec βίος / bíos, « vie », et λόγος / lógos, « discours, traité », du verbe λέγω / légō, « rassembler, choisir ».
Avant la création de ce mot, un certain nombre de termes étaient utilisés pour décrire l'étude des animaux et des plantes. Le terme histoire naturelle faisait allusion à l'aspect descriptif de la biologie, même s'il comprenait aussi la minéralogie ainsi que d'autres domaines qui ne concernent pas la biologie au sens contemporain du terme. Du Moyen Âge à la Renaissance, tous les domaines de l'histoire naturelle étaient confondus et étaient désignés par le terme scala naturae ou Grande chaîne de la vie. La philosophie de la nature et la théologie naturelle ont inclus les bases conceptuelles de la vie animale et végétale en tentant de répondre à la question de l'existence des organismes et en essayant d'expliquer leur fonctionnement. Ceci même si ces matières comprenaient aussi ce qui est aujourd'hui appelé géologie, physique, chimie et astronomie. La pharmaceutique physiologique (et botanique) furent précédées par la médecine.
Le sens moderne du terme biologie a été introduit séparément par :
- Michael Christoph Hanov dans le titre du volume 3 de son ouvrage Philosophiae naturalis sive physicae dogmaticae: Geologia, biologia, phytologia generalis et dendrologia publié en 1766.
- Karl Friedrich Burdach en 1800
- Gottfried Reinhold Treviranus (dans Biologie oder Philosophie der lebenden Natur, 1802)
- Jean-Baptiste Lamarck (Recherches sur l’organisation des corps vivants , 1802) qui en donne la définition suivante:

« Tout ce qui est généralement commun aux végétaux et aux animaux comme toutes les facultés qui sont propres à chacun de ces êtres sans exception, doit constituer l'unique et vaste objet d'une science particulière qui n'est pas encore fondée, qui n'a même pas de nom, et à laquelle je donnerai le nom de biologie. »
Chez Lamarck on trouve, pour la première fois, une conception de l'être vivant qui reconnaît son originalité comparativement aux objets inanimés sans pour autant la faire déroger aux lois de la physique, contrairement à ce qu'avaient tendance à faire les vitalistes et les fixistes.

## Connaissance antique et médiévale

### Débuts de la biologie mésopotamienne, chinoise et indienne
Depuis des temps très anciens, sans doute même avant l'apparition de l'homme moderne, les êtres humains se sont transmis leurs connaissances à propos des animaux et des plantes afin d'augmenter leurs chances de survie. Par exemple, ils devaient savoir comment éviter (ou parfois utiliser) les plantes et les animaux vénéneux et comment traquer, capturer, et chasser différentes espèces animales. Ils devaient de la même façon maîtriser des techniques permettant de réaliser de bons filets ou paniers. En ce sens, la biologie précède l'écriture de l'histoire des humains.
L'agriculture requiert des connaissances précises sur les plantes et les animaux. Les anciennes populations orientales eurent très tôt des connaissances à propos de la pollinisation des palmier-dattiers. En Mésopotamie, la population savait que le pollen pouvait être utilisé dans la fertilisation des plantes. Un contrat commercial datant de la période Hammurabi (XVIIIe siècle av. J.-C.) mentionne les fleurs de datte palmier-dattier comme un article de commerce. La pratique de la sériciculture dans la culture de Yangshao (Néolithique moyen chinois (4500 à 3000 av. J.-C.) montre que les Chinois avaient déjà d'importantes connaissances en biologie à cette époque.

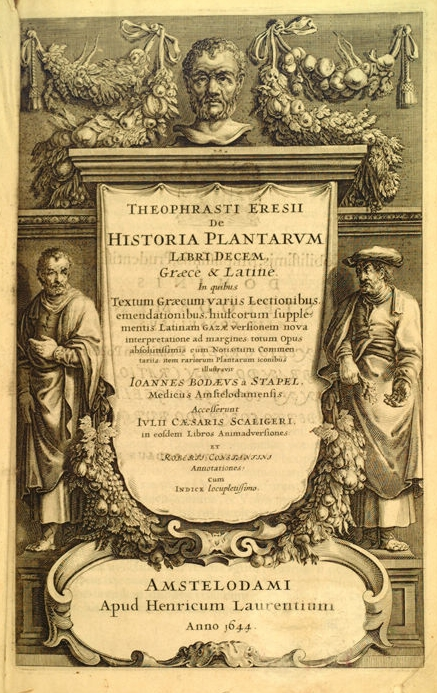
Couverture d'une version de 1644 d'une édition amplifiée et illustrée de Historia plantarum (env. 1200), qui fut originellement écrite autour de 200 av. J.-C.

En Inde, des textes décrivent certains aspects de la vie des oiseaux. Les Babyloniens avaient des connaissances dans l'anatomie et la physiologie dans une certaine mesure. En Mésopotamie, des animaux étaient parfois retenus dans ce que l'on pourrait comparer aux premiers jardins zoologiques. Les Égyptiens avaient apparemment des connaissances dans l'anatomie humaine, mais n’étaient guère portés vers l'étude des animaux (il existe quelques papyrus sur la métamorphose des grenouilles) et encore moins des végétaux.
Quoi qu'il en soit, la superstition a souvent été mêlée aux faits réels. À Babylone et en Assyrie, les organes des animaux étaient utilisés pour des prédictions, et en Égypte la médecine incluait une large part de mysticisme.

### Biologie de laGrèce antique
Dans la Grèce antique et le monde hellénistique, les érudits s'intéressaient de plus en plus à l'empirisme. Aristote fut l'un des philosophes de la nature les plus prolifiques de l'Antiquité. Malgré ses premiers travaux plutôt spéculatifs, il conduisit plus tard des recherches en biologie en se fondant sur l'observation. Il ne réalisa pas d'expérience, mais observa quelle était la réalité naturelle de chaque chose dans son propre environnement, bien que certaines soient contrôlées artificiellement. Bien qu'en physique et en chimie cette méthode ne fut pas considérée comme efficace, ce fut le contraire en zoologie et éthologie, et les travaux d'Aristote présentent un réel intérêt. Il réalisa d'innombrables observations de la nature, et particulièrement au niveau des habitats et des caractéristiques des plantes et des animaux qui vivaient près de lui, en apporter un soin considérable à les catégoriser. En tout, Aristote classifia 540 espèces animales, et en disséqua une cinquantaine environ. Aristote croyait en des buts intellectuels, les causes formelles, qui devaient guider tous les processus naturels. Ce point de vue téléologique donnait à Aristote une raison pour justifier les faits qu'il observait comme l'expression d'un modèle formel. En notant qu'« aucun animal ne possède pas, en même temps, des cornes et des défenses », et « qu'il n'a jamais vu d'animal unique à deux cornes », Aristote suggère que la Nature, en ne donnant pas aux animaux des cornes et des défenses en même temps, évitait la vanité, et ne donnait aux créatures que les facultés qui avaient un caractère nécessaire. En notant que les ruminants ont de multiples estomacs et de faibles dents, il suppose que la première chose fut de compenser pour le dernier, avec une Nature qui essaie d'équilibrer la balance.
De même, Aristote pensait que les animaux pouvaient être classés selon une échelle graduée de perfection allant des plantes à l'être humain. Son système avait onze graduations représentant « le degré auquel ils étaient atteints par la potentialité », exprimés par leur forme à la naissance. Les animaux les mieux classés mettaient au monde des petits chauds et humides ; à l'inverse, ceux du bas de l'échelle donnaient naissance à des petits froids, secs, dans des œufs à la coquille épaisse. Aristote notait également que si la forme d'un être vivant reflétait son niveau de perfection, elle ne le prédéterminait pas. Selon lui, la qualité de l'âme des animaux était aussi importante. Il divisait les âmes en trois groupes : les plantes étaient dotées d'une âme végétative, qui leur permettait de se reproduire et de croître ; les animaux, d'une âme à la fois végétative et sensitive, responsable de  la mobilité et des sensations ; l'homme, enfin, possédait une âme végétative, sensitive, et rationnelle, capable de pensée et de réflexion. À la différence des philosophes plus anciens, Aristote présentait  le cœur comme le siège de l'âme rationnelle, plutôt que le cerveau, et séparait les sensations de la pensée (seul Alcméon de Crotone avait opéré cette séparation auparavant).
Le successeur d'Aristote au Lycée, Théophraste, écrivit une série d'ouvrages de botanique, Causes des plantes et Histoire des plantes, considérée comme la plus importante contribution durant l'antiquité en botanique, et même durant le Moyen Âge. De nombreuses dénominations apportées par Théophraste perdurent encore de nos jours, comme carpos pour les fruits, et pericarpion pour les vaisseaux conducteurs. Au lieu de se focaliser sur les causes formelles comme Aristote le faisait, Théophraste suggéra une approche mécaniste, en créant des analogies entre les processus naturels et artificiels, et en reliant le concept aristotélicien de « cause efficace ». Théophraste reconnu aussi le rôle du sexe dans la reproduction de nombreuses plantes évoluées, élément omis ou perdu dans les âges suivants.

### Biologie hellénistique
À la suite de Théophraste, le Lycée ne parvient pas à produire un travail original. Bien qu'il y ait un intérêt pour les idées d'Aristote, celles-ci sont généralement considérées aveuglément. On trouve aussi des avancées de la biologie au-delà de l'âge d'Alexandrie sous la Dynastie des Ptolémées. Le premier professeur de médecine d'Alexandrie était Hérophile, qui a corrigé Aristote en plaçant l'origine de l'intelligence comme étant localisée dans le cerveau, et qui fit le lien entre le système nerveux, le mouvement et la sensation. Hérophile faisait déjà aussi à l'époque la différence entre les veines et les artères, notant leur lien avec le pouls alors que ses prédécesseurs non. De la même façon, il développa une technique de diagnostic qui établissait un lien entre les différents types de pouls distingables. Lui et son contemporain Érasistrate, recherchèrent le rôle des veines et nerfs, établissant leur carte à travers le corps humain.
Érasistrate va établir un lien entre la complexité croissante de la surface du cerveau humain comparée à celles des autres animaux comme étant la cause de son intelligence supérieure. Il utilisera de temps en temps des expériences pour fonder ses recherches, par exemple en répétant la pesée d'un oiseau en cage, et en notant le poids perdu entre les moments de nourrissage. En reprenant les travaux sur la respiration de son professeur, il va affirmer que la circulation sanguine humaine est contrôlée par le vide, attirant le sang dans tout le corps. Dans la physiologie de Érasistrate, l'air va entrer dans le corps, où il sera emmené vers le cœur par les poumons, où il sera transformé en esprit vital. Ce dernier sera ensuite pompé dans tout le corps par les artères. Une partie de cet esprit vital aboutira au cerveau où il sera de nouveau transformé en esprit animal, qui sera ensuite distribué par le système nerveux. Hérophile et Érasistrate vont améliorer leurs expérimentations grâce à des criminels fournis par les seigneurs ptoléméens. Ils vont disséquer vivants ces criminels, et  « pendant qu'ils respiraient calmement, ils observèrent les parties que la nature a formé de façon cachée, et examinèrent leur position, couleur, forme, taille, arrangement, dureté, molesse, régularité ».
Dans l'ancienne Rome, Pline l'Ancien était connu pour ses connaissances des plantes et de la nature. Plus tard, Galien deviendra un pionnier de la médecine et de l'anatomie.

### Période médiévale

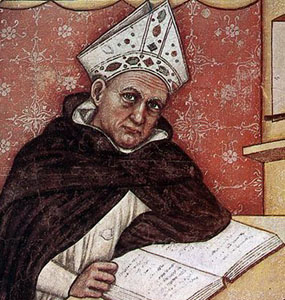
Albertus Magnus, fresque de Tommaso da Modena, 1332, Trévise.

Le déclin de l'Empire romain mena à la disparition ou la destruction d'une somme importante de connaissances. Cependant, certaines personnes travaillaient toujours en médecine ou étudiaient les plantes et les animaux. À Byzance et dans le monde islamique, la philosophie naturelle a été maintenue. Plusieurs travaux de Grecs ont été traduits en arabe et plusieurs œuvres d'Aristote ont été préservées. La contribution du biologiste arabe, al-Jahiz, mort en 868, est particulièrement notable. Il a écrit Kitab al Hayawan (Livre des animaux). Dans les années 1200, l'Allemand  Albertus Magnus écrivit de vastes traités: De vegetabilibus (7 livres) et De animalibus (26 livres). Il était particulièrement intéressé par la propagation et la reproduction des plantes, il décrivit en détail la sexualité des plantes et des animaux. Il a aussi été un des professeurs de Thomas d'Aquin.

### Biologie persique et arabe
Le golfe Persique et d'autres régions arabes jouèrent un rôle important dans le développement de la science. Basées sur les sciences grecque et indienne et connectées avec l'Europe, ces régions étaient bien situées pour participer au développement de la science. En plus des scientifiques Perses on trouve aussi des Arabes et des Turcs. Avicenne (commémoré par le genre Avicenniaceae) a joué un rôle très important en biologie et fit de nombreuses découvertes. Il est souvent considéré comme le père de la médecine moderne. Rhazes a aussi joué un rôle important et a été un grand biologiste.

## Époque moderne

### Renaissance

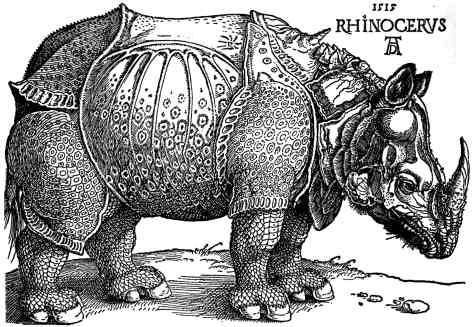
Une célèbre estampe sur bois, gravée par Albrecht Dürer en 1515, et appelée le Rhinocéros de Dürer

De la même manière que de nombreux artistes s'intéressaient aux aspects des corps animaux et humains, les scientifiques de l'époque se sont mis à étudier la physiologie en détail. Un certain nombre de comparaisons ont été faites entre les membres inférieurs des humains et ceux des équidés (chevaux principalement). Otto Brunfels, Jérôme Bock et Leonhart Fuchs furent trois grands auteurs à propos des plantes sauvages. Ils sont aujourd'hui reconnus comme les pères de la botanique allemande. De la même façon, des ouvrages ont été écrits à propos des animaux comme ceux de Conrad Gesner, illustrés entre autres par Albrecht Dürer.

### XVIIeetXVIIIesiècles
La découverte du microscope permet de nouvelles procédures d'investigation anatomique et physiologique. En particulier, il permet à Robert Hooke de découvrir la Cellule (biologie) en 1665 : en observant un morceau de liège au microscope, il décrit une structure formée de petites unités qu'il appelle cellulae, il n'a pas conscience cependant de l'importance de sa découverte. La théorie cellulaire se développe progressivement, pendant les deux siècles suivants, et fait de la cellule l'unité de base de l'ensemble du vivant.
De 1749 à 1789, Buffon publie les trente-six volumes de l'Histoire naturelle, dressant un panorama des espèces animales, de leur morphologie et de leurs mœurs, qu'il inscrit dans l'histoire de la planète. 

## Époque contemporaine

### XIXesiècle

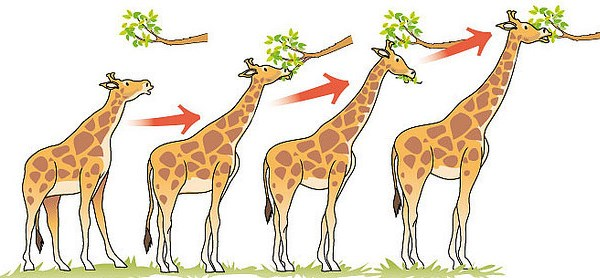
Image de vulgarisation de la théorie de Lamarck : la girafe aurait acquis son long cou par l'effort cumulé sur de nombreuses générations

Le dix-neuvième siècle est le cadre d'un important débat sur l'origine des espèces vivantes. Jean-Baptiste de Lamarck propose, à partir de 1809, une théorie, dans laquelle les espèces se diversifient et s'adaptent à leur environnement par le cumul de leurs efforts individuels, transmis par hérédité.
En 1859, avec la publication de l'Origine des espèces, Charles Darwin propose la théorie de l'évolution par sélection naturelle : l'évolution des espèces se fait par la survie (et la reproduction) des individus les plus adaptés à leur milieu, et par des variations aléatoires. Pendant plusieurs décennies, la biologie est dans une phase de transition connue comme l'éclipse du darwinisme : certains auteurs adhèrent à la théorie de Darwin, d'autres défendent encore le Lamarckisme, et d'autres théories comme l'orthogénèse (évolution prédéterminée) ou le mutationnisme (apparition soudaine de nouvelles formes), certains pensent que ces théories ne s'opposent pas complètement et peuvent se compléter. Le darwinisme s'impose complètement au début du vingtième siècle.

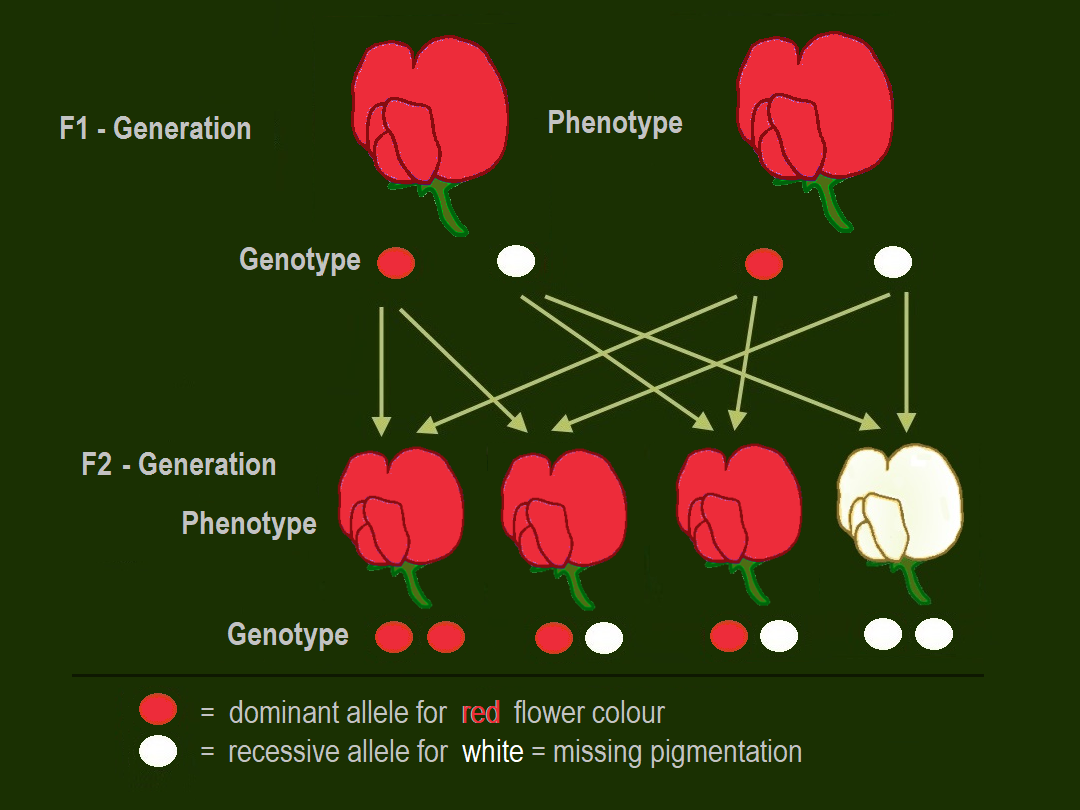
La couleur, un des caractères étudiés par Mendel sur les pois.

Contemporain de Darwin, Gregor Mendel explore les lois de la génétique : en procédant à des hybridations sur des pois, il met en évidence l'existence de caractères dominants et récessifs, et comprend qu'il doit exister un support physique qui transmet les caractéristiques d'un être vivant. Passés inaperçus à l'époque, les travaux de Mendel sont reconnus à l'extrême fin du siècle.

schéma de l'expérience de Pasteur.

Un autre débat capital du dix-neuvième siècle est celui entourant la génération spontanée. Cette idée d'origine aristotélicienne postulait que de nouvelles formes de vie apparaissaient à partir de matière inerte, lorsque les conditions favorables étaient réunies. Au XIXe siècle, elle a encore ses partisans en ce qui concerne les micro-organismes. Louis Pasteur, avec sa célèbre expérience du col de cygne, qui prouve que des bactéries ne se développent dans un milieu de culture préalablement stérilisé que si des « germes » venant de l'air ambiant ont pu s'y introduire, réfute toute génération spontanée.

### XXesiècle
La théorie synthétique de l'évolution s'impose au début du vingtième siècle comme cadre explicatif de la diversité des espèces vivantes. Elle réunit les notions initiées par Darwin (survie du plus apte), par Mendel (lois génétiques) et par Mathus (pressions de l'environnement).
La question du support matériel de l'hérédité est tranchée au milieu du XXe siècle. Les Expériences de Hershey et Chase (1952) démontre que la molécule d'ADN (isolée dès 1869 par Friedrich Miescher) est bien, comme suspecté depuis des années, le support de l'information génétique, plutôt que les protéines, en 1953. La structure en double hélice de la molécule d'ADN, devenue emblématique, est découverte peu après par Rosalind Franklin.
En 1961 est découvert le rôle de l'Acide ribonucléique messager, copie de l'ADN qui permet de transférer l'information génétique du noyau d'une cellule vers son cytoplasme, pour permettre la synthèse des protéines.